# Cidade Velha

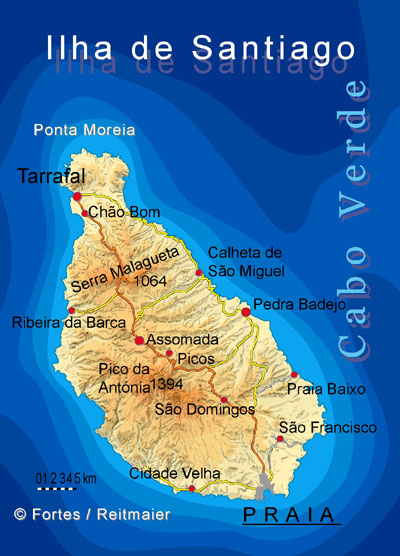
Poloha města na ostrově

Cidade Velha (portugalsky Staré město) nebo v místní kreolštině prostě Sidadi je město na kapverdském ostrově Santiagu.
Od roku 2009 je součástí světového dědictví UNESCO, především jeho historické centrum známé pod původním názvem Ribeira Grande (portugalsky Velká řeka). Tato osada (jako první na Kapverdách) byla založena roku 1462 Antóniem de Noli, o 4 roky později se stala vzkvétajícím centrem obchodu s otroky (z Guineje-Bissau a Sierry Leone do Brazílie a Karibiku). Roku 1572 se z osady stalo město – první město evropských zemí v tropech. Bylo hlavním městem Kapverd až do roku 1770, kdy bylo přeneseno do Praii, nacházející se 15 km na východ.
Ve městě se během svých cest zastavili slavní mořeplavci Vasco da Gama (roku 1497 během své cesty do Indie) a Kryštof Kolumbus (roku 1498 během své třetí cesty do Ameriky). V letech 1585 a 1586 na město útočil Francis Drake. I proto byla ve městě roku 1590 postavena pevnost Real de São Filipe – na obranu před piráty a francouzskými a anglickými dobyvateli. Přesto byla roku 1712 francouzskými piráty pod vedením Jaquese Cassarta dobyta, město zplundrováno a jako centrum portugalského obchodu s otroky skončilo.
Od původního názvu města se upustilo, aby nedocházelo k záměně se stejnojmenným městem Ribeira Grande na ostrově Santo Antão.
Cidade Velha je nyní rybářským městečkem zhruba se dvěma tisíci lidí – 2148 obyvatel mělo při sčítání 23. 6. 1990, 2377 obyvatel je odhad k 1. 1. 2005; podle serveru citypopulation.de je prognóza k 1. 7. 2009 jen 1427 obyvatel, zřejmě ale bez aglomerace. Město je sídlem kapverdského distriktu Ribeira Grande de Santiago (vzniklého roku 2005 odtržením dvou okrsků od distriktu Praia).

## Galerie

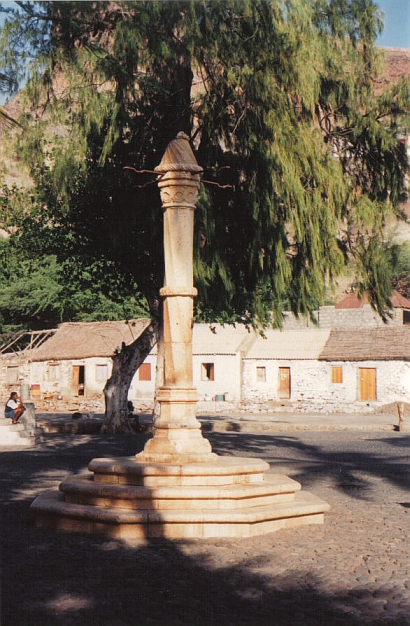
Historický pranýř, ke kterému byli na trhu přivazováni otroci
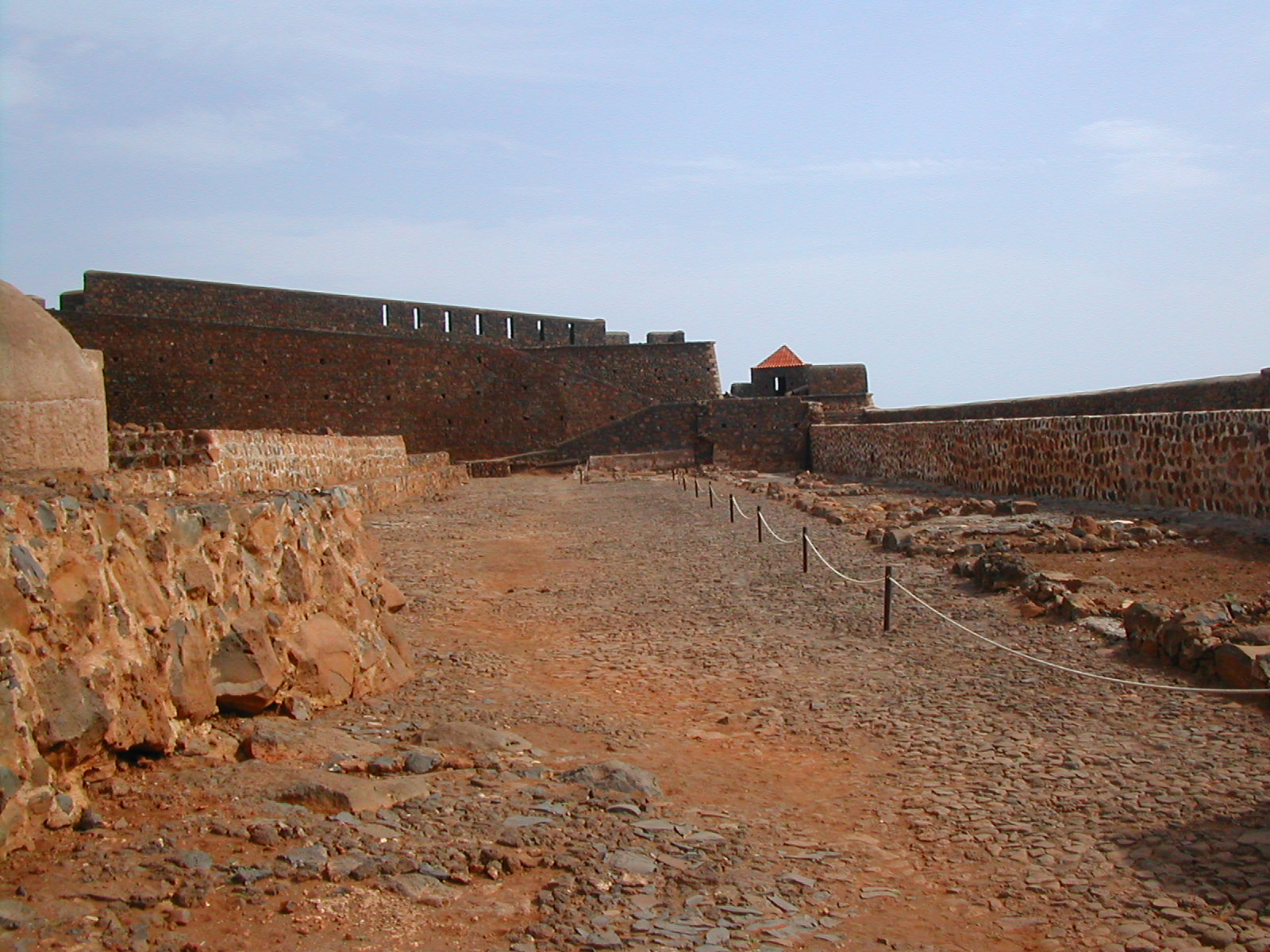
Pobořená pevnost São Filipe
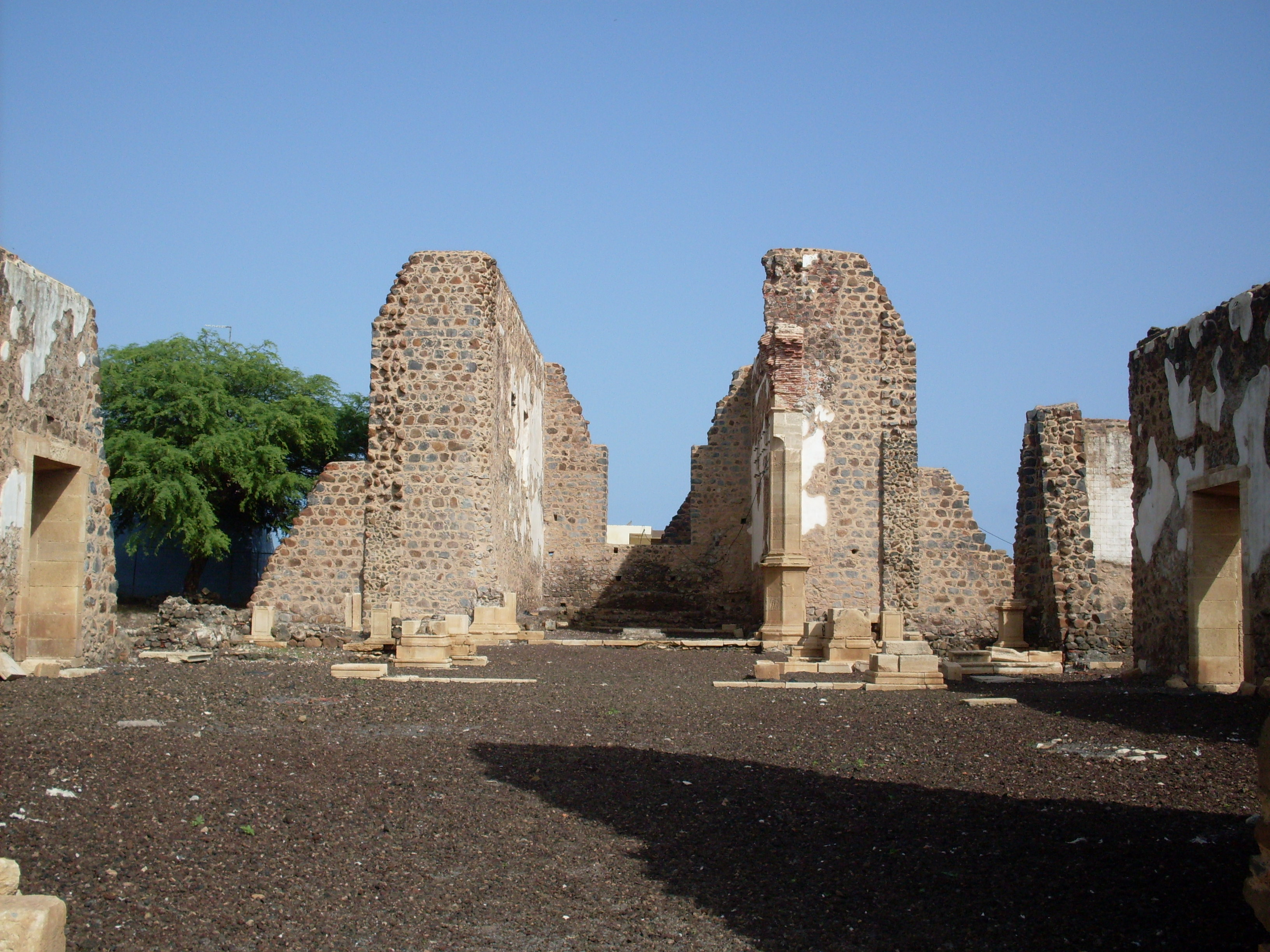
Rozvaliny údajně nejstaršího koloniálního kostela světa (z roku 1495)